# Anacreontea
De Anacreontea is de naam van een bundel van 60 gedichten, die in de oudheid ten onrechte aan de dichter Anacreon werden toegeschreven en bewaard zijn in de Anthologia Palatina (epigrammenverzameling). De poëzie van Anacreon was immers zo populair dat ze doorheen de Griekse oudheid vaak werd nagebootst. De Anacreontea dateren in werkelijkheid uit verschillende perioden, van de hellenistische periode tot de Byzantijnse periode. Taal en stijl benaderen die van Anacreon: overwegend luchtig en bekoorlijk, maar ook 'gewild' kunstmatig en naïef. Omdat ze lange tijd voor authentiek werk van Anacreon werden gehouden, hebben ze een vertekend beeld van de dichter in stand gehouden.